# Andrés Robles (futbolista)
Andrés Sebastián Robles Fuentes (Santiago, Región Metropolitana de Santiago, Chile, 7 de mayo de 1994) es un futbolista chileno. Juega como defensa o volante y su equipo actual es Água Santa del Campeonato Paulista.  
Cabe mencionar que es hijo de Héctor Robles, también destaca por poseer el récord de ser el jugador más joven en debutar como "titular" en la Primera División de Chile con 16 años y siendo todo ese año pieza clave en Santigo Wanderers.

## Trayectoria
Formado en la filial wanderina de los hermanos Cabrera en Quinta Normal llegó a las serie SUB 18 de Santiago Wanderers con tan solo catorce años siendo ascendido al primer equipo durante el 2009 y fue citado por primera vez a la banca para el partido contra Naval, válido por el Torneo de Apertura de la Primera B de Chile, debutando en ese mismo partido con quince años recién cumplidos.
Tras su debut permanece entrenando en el primer equipo donde su equipo lograría el ascenso a Primera División pero su momento de éxito llegaría en el Apertura 2011 donde comenzaría a jugar de titular varios partidos destacando tanto en su posición de Mediocampista o como Defensa. Aquel año lo terminaría lesionado lo cual lo dejaría fuera de las canchas en la última parte del torneo de Clausura. Su siguiente año lo comenzaría de la mejor manera ya que estaría entrenando en España por una semana junto con el Villarreal B en espera a un futuro fichaje por este equipo permaneciendo en Santiago Wanderers donde tendría una lamentable lesión que lo dejaría fuera de las canchas por cerca de ocho meses.
Ya para el siguiente año regresaría a las canchas como titular debido a las lesiones de Sebastián Méndez, y se afirmaría en el puesto llegando a convertir su primer gol como profesional frente a la Universidad de Chile. Luego en el segundo semestre tras volver del Mundial de Fútbol Sub-20 de 2013 retomaría su puesto pero poco a poco iría perdiendo terreno volviendo a la banca por diferentes motivos.
A mediados del 2014 se conoce el interés de Colo-Colo para ficharlo pero haría una oferta poco atractiva por lo cual como sorpresa para el medio chileno parte a préstamo al Atlético de Madrid "B", club filial del en aquel momento campeón del fútbol español. Su paso por España comenzaría bien al ser citado al equipo estelar del Atlético para disputar el Trofeo Carranza donde solo permanecería en la banca. Luego su estadía en el equipo "B" estaría marcada por lesiones y expulsiones por lo cual la institución española no haría uso de la opción de compra teniendo que regresar a Chile.
Su regreso al Santiago Wanderers no sería lo esperado ya que pese a jugar la Copa Sudamericana 2015 no lograría consolidarse con el DT Alfredo Arias durante el Clausura 2016 por lo que por aquella irregularidad partiría a préstamo nuevamente, esta vez a Huachipato, con los acereros permanecería durante un año donde jugaría la mayoría de los minutos que disputó su equipo en el torneo local y la Copa Chile 2016 lo que le valdría regresar a los porteños para el Transición 2017. Poco a poco tomaría la titularidad en el equipo porteño llegando a ser titular en la obtención de la Copa Chile 2017 siendo campeón con los porteños al igual que su padre en el Campeonato 2001.

## Selección nacional
En el 2009 fue citado a la Sub-15 de la Selección Chilena para jugar un cuadrangular internacional en Asunción, Paraguay. Luego, en octubre, es convocado nuevamente a la selección para jugar el Sudamericano de la categoría donde no alcanzó a pasar la primera fase. En el 2010 es citado nuevamente a una selección menor, esta vez a la Sub-16 para disputar el Torneo Internacional UC Sub-17 2010 donde solo consiguió el séptimo lugar. También en el 2010 sería nuevamente seleccionado para una nueva selección para disputar los Juegos ODESUR en Colombia donde quedaría en cuarto lugar tras perder la definición por la medalla de bronce frente a Bolivia.
A comienzos del 2011 es convocado a la Selección Sub-17 para participar en el Torneo Internacional UC Sub-17 2011 como preparación para el sudamericano de la categoría, en este torneo se transforma en el goleador del equipo con tres goles en cinco partidos y donde fue elegido el mejor jugador del partido en tres ocasiones aunque su equipo solo logró obtener el tercer lugar. Durante ese mismo año permaneció en la Selección Sub-17 participando en el Torneo Esperanza Alba donde su selección terminó en el tercer lugar, luego en marzo de ese año es confirmado para participar en el Campeonato Sudamericano Sub-17 de 2011 que se realizó en Ecuador donde tendría un buen desempeño jugando todos los partidos y siendo capitán aunque su selección no logró clasificar a la fase final del torneo.
Tras estar jugando como titular en su equipo a mediados de julio del 2011 es convocado a la Selección Sub-25 para disputar dos partidos amistosos frente a México Sub-22 en San Luis de Potosí y Curicó participando en los últimos minutos del segundo encuentro al entrar por Lucas Domínguez. Luego a inicios del 2012 es convocado a la selección absoluta para afrontar un partido amistoso frente a la Selección de fútbol de Paraguay en el cual no podría jugar por lesión. Para comienzos del 2013 saliendo recién de una grave lesión es convocado para el Campeonato Sudamericano de Fútbol Sub-20 de aquel año donde perdería la capitanía ante Igor Lichnovsky y solo lograría jugar tres partidos pero su selección clasificaría a la Copa Mundial de Fútbol Sub-20 de 2013.
En abril de 2013 nuevamente es convocado a la Selección de fútbol de Chile en su categoría adulta, esta vez para jugar un partido amistoso frente a Brasil en la inauguración del Estadio Mineirão donde lograría debutar al ingresar en los últimos minutos del partido al reemplazar a Eduardo Vargas siendo parte además del empate a dos tantos. Aquel mismo año finalizado el Torneo Transición es convocado por Mario Salas para disputar la Copa Mundial de Fútbol Sub-20 de 2013 donde disputa cuatro de los cinco partidos de su selección, todos ellos de titular y jugando todos los minutos.
Para 2014 regresa a las divisiones menores de la selección para afrontar el Torneo Esperanzas de Toulon de 2014 con la sub-21 donde tendría un mal desempeño junto a su selección que no ganaría ningún partido.

### Participaciones en Copas del Mundo
| Mundial                          | Sede    | Resultado        | Partidos | Goles |
| -------------------------------- | ------- | ---------------- | -------- | ----- |
| Mundial de Fútbol Sub-20 de 2013 | Turquía | Cuartos de final | 4        | 0     |

### Partidos internacionales
| Partidos internacionales | Partidos internacionales | Partidos internacionales                 | Partidos internacionales | Partidos internacionales | Partidos internacionales | Partidos internacionales | Partidos internacionales | Partidos internacionales | Partidos internacionales |
| N.º                      | Fecha                    | Estadio                                  | Local                    | Resultado                | Visitante                | Goles                    | Asistencias              | DT                       | Competición              |
| ------------------------ | ------------------------ | ---------------------------------------- | ------------------------ | ------------------------ | ------------------------ | ------------------------ | ------------------------ | ------------------------ | ------------------------ |
| 1                        | 24 de abril de 2013      | Estadio Mineirão, Belo Horizonte, Brasil | Brasil                   | 2-2                      | Chile                    |                          |                          | Jorge Sampaoli           | Amistoso                 |
| Total                    | Total                    | Total                                    | Presencias               | 1                        | Goles                    | 0                        |                          |                          |                          |

| Selección chilena | Selección chilena | Selección chilena |
| Año               | Partidos          | Goles             |
| ----------------- | ----------------- | ----------------- |
| 2013              | 1                 | 0                 |
| Total             | 1                 | 0                 |

## Estadísticas
| Santiago Wanderers · Chile                                                  | 2.ª           | 2009          | 1   | 0 | 1  | 0 | —  | — | 2   | 0 |
| Santiago Wanderers · Chile                                                  | 1.ª           | 2010          | 3   | 0 | —  | — | —  | — | 4   | 0 |
| Santiago Wanderers · Chile                                                  | 1.ª           | 2011          | 13  | 0 | 5  | 0 | —  | — | 18  | 0 |
| Santiago Wanderers · Chile                                                  | 1.ª           | 2012          | 5   | 0 | —  | — | —  | — | 5   | 0 |
| Santiago Wanderers · Chile                                                  | 1.ª           | 2013          | 15  | 1 | —  | — | —  | — | 15  | 1 |
| Santiago Wanderers · Chile                                                  | 1.ª           | 2013-14       | 23  | 0 | 1  | 1 | —  | — | 24  | 1 |
| Santiago Wanderers · Chile                                                  | 1.ª           | 2015-16       | 16  | 0 | 4  | 0 | 2  | 0 | 22  | 0 |
| Santiago Wanderers · Chile                                                  | 1.ª           | 2017          | 15  | 0 | 6  | 0 | —  | — | 21  | 0 |
| Santiago Wanderers · Chile                                                  | Total club    | Total club    | 91  | 1 | 17 | 1 | 2  | 0 | 110 | 2 |
| Atlético de Madrid "B" · España                                             | 3.ª           | 2014-15       | 11  | 0 | —  | — | —  | — | 11  | 0 |
| Atlético de Madrid "B" · España                                             | Total club    | Total club    | 11  | 0 | 0  | 0 | 0  | 0 | 11  | 0 |
| Huachipato · Chile                                                          | 1.ª           | 2016-17       | 26  | 1 | 4  | 2 | —  | — | 30  | 3 |
| Huachipato · Chile                                                          | Total club    | Total club    | 26  | 1 | 4  | 2 | 0  | 0 | 30  | 3 |
| San Luis · Chile                                                            | 1°            | 2018          | 16  | 0 | 0  | 0 | —  | — | 16  | 0 |
| San Luis · Chile                                                            | Total club    | Total club    | 16  | 0 | 0  | 0 | 0  | 0 | 16  | 0 |
| Cusco F. C. · Perú                                                          | 1°            | 2019          | 19  | 0 | 0  | 0 | 2  | 0 | 21  | 0 |
| Cusco F. C. · Perú                                                          | Total club    | Total club    | 19  | 0 | 0  | 0 | 2  | 0 | 21  | 0 |
| Agua Santa · Brasil                                                         | -             | 2020          | 9   | 0 | 0  | 0 | —  | — | 9   | 0 |
| Agua Santa · Brasil                                                         | 4.ª           | 2024          | 3   | 0 | 1  | 1 | —  | — | 4   | 1 |
| Agua Santa · Brasil                                                         | Total club    | Total club    | 12  | 0 | 1  | 1 | 0  | 0 | 13  | 1 |
| Universidad de Concepción · Chile                                           | 1.ª           | 2020          | 21  | 0 | —  | — | —  | — | 21  | 0 |
| Universidad de Concepción · Chile                                           | Total club    | Total club    | 21  | 0 | 0  | 0 | 0  | 0 | 21  | 0 |
| Deportes Antofagasta · Chile                                                | 1.ª           | 2021          | 26  | 2 | 2  | 0 | 2  | 0 | 30  | 2 |
| Deportes Antofagasta · Chile                                                | 1.ª           | 2022          | 13  | 0 | 0  | 0 | 7  | 1 | 20  | 1 |
| Deportes Antofagasta · Chile                                                | 2.ª           | 2023          | 23  | 0 | 2  | 0 | —  | — | 25  | 0 |
| Deportes Antofagasta · Chile                                                | Total club    | Total club    | 62  | 2 | 4  | 0 | 9  | 1 | 75  | 3 |
| Náutico · Brasil                                                            | 3.ª           | 2024          | 0   | 0 | 0  | 0 | —  | — | 0   | 0 |
| Náutico · Brasil                                                            | Total club    | Total club    | 0   | 0 | 0  | 0 | 0  | 0 | 0   | 0 |
| Total carrera                                                               | Total carrera | Total carrera | 258 | 5 | 26 | 3 | 13 | 1 | 297 | 9 |
| (1) Incluye datos de Copa Chile. (2) Incluye datos de la Copa Sudamericana. |               |               |     |   |    |   |    |   |     |   |

### Resumen estadístico
| Competición                  | Partidos | Goles |
| ---------------------------- | -------- | ----- |
| Primera B                    | 24       | 0     |
| Primera División             | 198      | 4     |
| Segunda División B de España | 11       | 0     |
| Serie D                      | 2        | 0     |
| Campeonato Paulista          | 10       | 0     |
| Copa Chile                   | 25       | 3     |
| Copa Brasil                  | 1        | 1     |
| Copa Sudamericana            | 13       | 1     |
| Selección de Chile Sub-15    | 3        | 0     |
| Selección de Chile Sub-17    | 4        | 0     |
| Selección de Chile Sub-20    | 7        | 0     |
| Selección de Chile           | 1        | 0     |
| Total                        | 312      | 9     |

## Palmarés

### Títulos nacionales
| Título     | Equipo             | País  | Año  |
| ---------- | ------------------ | ----- | ---- |
| Copa Chile | Santiago Wanderers | Chile | 2017 |

### Distinciones individuales
| Distinción                 | Año  |
| -------------------------- | ---- |
| Medalla Cruce de Los Andes | 2017 |
| Mejor Defensor Copa Chile  | 2017 |